# Lomas de la Maestranza
Lomas de la Maestranza är en ort i Mexiko.   Den ligger i kommunen Morelia och delstaten Michoacán de Ocampo, i den södra delen av landet, 230 km väster om huvudstaden Mexico City. Lomas de la Maestranza ligger 2 045 meter över havet och antalet invånare är 2 432.
Terrängen runt Lomas de la Maestranza är huvudsakligen kuperad, men åt nordväst är den platt. Runt Lomas de la Maestranza är det tätbefolkat, med 493 invånare per kvadratkilometer. Närmaste större samhälle är Morelia, 15,3 km öster om Lomas de la Maestranza. I omgivningarna runt Lomas de la Maestranza växer huvudsakligen savannskog.